# Thiên Cầm (thị trấn)
Thiên Cầm là một phường thuộc Hà Tĩnh, Việt Nam.

## Địa lý
Thị trấn Thiên Cầm có vị trí địa lý:
- Phía đông giáp xã Cẩm Nhượng
- Phía tây giáp xã Nam Phúc Thăng
- Phía nam giáp các xã Cẩm Lộc, Cẩm Hà và xã Nam Phúc Thăng
- Phía bắc giáp xã Cẩm Dương và Biển Đông.

Xã Thiên Cầm có diện tích tự nhiên 1.407,17ha, dân số năm 2003 là 4.939 người, mật độ dân số đạt 353 người/km².
Từ xa xưa trên địa bàn thị trấn Thiên Cầm đã có tuyến kênh Nhà Lê nối từ kinh đô Hoa Lư đến Đèo Ngang đi qua, là tuyến đường thủy đầu tiên trong lịch sử Việt Nam và được coi là tuyến đường Hồ Chí Minh trên sông vì những đóng góp cho các cuộc chiến tranh của người Việt.

## Hành chính
Xã Thiên Cầm được chia thành 10 khu phố: Hưng Long, Yên Thọ, Phú Hà, Trần Phú, Tân Long, Song Yên, Hà Huy Tập, Nhân Hòa, Hoàng Hoa, Liên Phượng.

## Lịch sử
Xã Thiên Cầm được thành lập vào ngày 3 tháng 10 năm 2003 trên cơ sở toàn bộ diện tích tự nhiên và dân số của xã Cẩm Long.
Ngày 15 tháng 7 năm 2017, HĐND tỉnh Hà Tĩnh ban hành Nghị quyết số 60/NQ-HĐND về việc sáp nhập tổ dân phố Tiến Sầm vào tổ dân phố Nhân Hòa.
Ngày 15 tháng 12 năm 2019, HĐND tỉnh Hà Tĩnh ban hành Nghị quyết số 185/NQ-HĐND về việc thành lập tổ dân phố Tây Long trên cơ sở 3 tổ dân phố: Hoàng Hoa, Hưng Long, Liên Phượng.

## Văn hóa
- Các đặc sản ở thị trấn: bánh đúp, bánh đa, rượu nếp...
- Các nghề truyền thống: trồng lúa nước, làm muối, nung gạch...

## Du lịch
Quần thể thắng cảnh tại thị trấn Thiên Cầm gồm có: núi và biển Thiên Cầm, chùa Cầm Sơn, hang Hồ Quý Ly, đền Thành Hoàng Làng, đền Cương Khấu Đại Vương, chùa Vạn Bảo, chùa Liên Phượng, đền Tam Tòa.